# 藍衫黨
陸軍同志協會（英語：Army Comrades Association），後來被命名為國民警衛隊和更廣為人知的綽號藍衫黨（愛爾蘭語：Na Léinte Gorma），是活躍於20世紀30年代的愛爾蘭安全組織。它主要是由愛爾蘭共和軍的前成員組成。該組織的宗旨為政治團體提供人身保護，如為政治團體愛爾蘭人黨抵抗由反英愛條約的愛爾蘭共和軍的攻擊。